# Goyenia sylvatica
Goyenia sylvatica är en spindelart som beskrevs av Forster 1970. Goyenia sylvatica ingår i släktet Goyenia och familjen Desidae. Inga underarter finns listade i Catalogue of Life.